# Munai
Munai é um município de  quarta classe de renda municipal (d) na província Lanao do Norte, nas Filipinas. De acordo com o censo de 1 de maio  de  2020 possui uma população de 35 020 pessoas e 7 168 domicílios.